# Antoinette von Sachsen-Altenburg

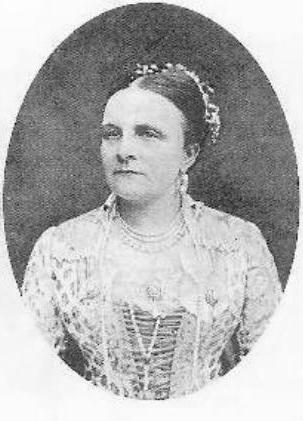
Antoinette von Sachsen-Altenburg, Herzogin von Anhalt

Antoinette Charlotte Marie Josephine Karoline Frida von Sachsen-Altenburg (* 17. April 1838 in Bamberg; † 13. Oktober 1908 in Berchtesgaden) war eine Prinzessin von Sachsen-Altenburg und durch Heirat Herzogin von Anhalt.

## Leben
Antoinette war eine Tochter des Prinzen Eduard von Sachsen-Altenburg (1804–1852) aus dessen erster Ehe mit Amalie (1815–1841), Tochter des Fürsten Karl von Hohenzollern-Sigmaringen. Damit gehörte sie dem Haus Sachsen-Altenburg an.
Sie heiratete am 22. April 1854 in Altenburg den nachmaligen Herzog Friedrich I. von Anhalt (1831–1904). Die Ehe wurde aus dynastischen Gründen geschlossen und Antoinette heiratete einen der reichsten deutschen Bundesfürsten. Anlässlich der Vermählung wurde eine Gedenkmedaille geprägt.
Nach einer Diphtherie-Erkrankung im Frühjahr 1890, während der sie von einer Diakonisse der Diakonissenanstalt Halle gepflegt wurde, engagierte sie sich besonders für Diakonissen-Einrichtungen. Unter anderem setzte sie sich dafür ein, dass der Herzog von Anhalt im Herbst 1890 der Diakonissenanstalt Halle ein Grundstück in Gernrode zum Bau eines Erholungsheimes schenkte. Zwei Jahre später gab sie gemeinsam mit ihrer Schwiegertochter Marie den Anstoß für die Gründung der Anhaltischen Diakonissenanstalt. Nach der Herzogin ist der Antoinettenweg im Selketal, die Antoinettenstraße und das Antoinettenlyzeum in Dessau benannt.

## Nachkommen
Aus ihrer Ehe hatte Antoinette folgende Kinder:
- Leopold (1855–1886), Erbprinz von Anhalt

⚭ 1884 Prinzessin Elisabeth von Hessen-Kassel (1861–1955)
- Friedrich II. (1856–1918), Herzog von Anhalt

⚭ 1889 Prinzessin Marie von Baden (1865–1939)
- Elisabeth (1857–1933)

⚭ 1877 Großherzog Adolf Friedrich V. von Mecklenburg-Strelitz (1848–1914)
- Eduard (1861–1918), Herzog von Anhalt

⚭ 1895 (gesch. 1918) Prinzessin Luise von Sachsen-Altenburg (1873–1953)
- Aribert (1864–1933)

⚭ 1891 (gesch. 1900) Prinzessin Marie Louise von Schleswig-Holstein (1872–1956)
- Alexandra (1868–1958)

⚭ 1897 Fürst Sizzo von Schwarzburg (1860–1926)